# Dicamptodon tenebrosus

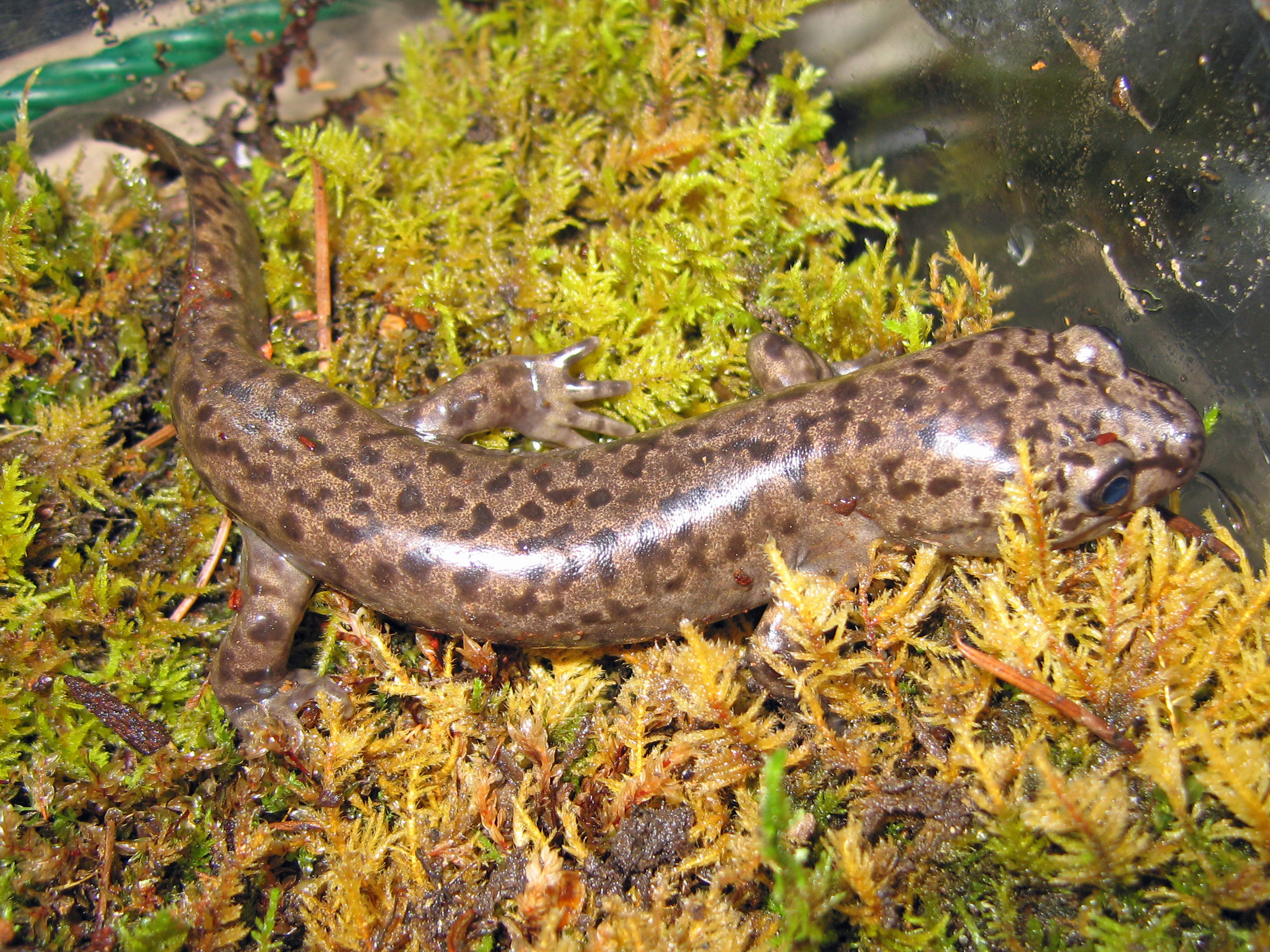
Dicamptodon tenebrosus,
helle Form

Dicamptodon tenebrosus, zuweilen auch als Pazifischer Riesensalamander oder im englischen Sprachgebrauch als Coastal giant salamander (Küsten-Riesensalamander)  bezeichnet, ist eine in Nordamerika vorkommende Schwanzlurchart (Caudata) aus der Überfamilie der Salamanderverwandten (Salamandroidea).

## Merkmale
Dicamptodon tenebrosus kann eine Gesamtlänge von etwas über 30 Zentimeter erreichen, wobei der Schwanz davon etwa 40 % ausmacht. Dieser ist abgeflacht und erleichtert den Lurchen damit die Fortbewegung im Wasser. Die Haut ist glatt und glänzend. Kopf, Rücken und Flanken zeigen eine starke, unregelmäßige und unverwechselbare, rotbraune bis dunkelbraune Marmorierung auf hellbraunem oder graubraunem Grund. Je nach der Intensität der Braunfärbung kommen helle und dunkle Formen vor. Der Bauch ist zeichnungslos schiefergrau bis hellbraun gefärbt. Die Tiere besitzen ein breites, schaufelförmiges Maul. Ihre Vorderfüße haben vier Finger, die Hinterfüße fünf Zehen. Die Iris der großen Augen ist messingfarben, die Pupille schwarz.

## Verbreitung und Lebensraum
Das Verbreitungsgebiet von Dicamptodon tenebrosus reicht von den Küstenregionen im Norden Kaliforniens über Oregon und Washington bis in den Süden von British Columbia in Kanada.
Ausgewachsene Tiere leben in feuchten Wäldern unter Felsen, Wurzeln und Stämmen, in der Nähe von Bergbächen oder an felsigen Ufern von Bergseen. Ihre Larven bewohnen bevorzugt klare, kühle oder kalte, sauerstoffhaltige Gewässer und sie nehmen gern Deckung unter Steinen oder Wasserpflanzen. Die Höhenverbreitung reicht vom Meeresspiegel bis auf 2160 Meter.

## Lebensweise und Entwicklung
Ausgewachsene Individuen ernähren sich von verschiedenen Insekten und Würmern sowie von kleinen Mäusen oder Schlangen. Ihre im Wasser lebenden, mit Kiemen ausgestatteten Jungtiere fressen die Larven von Wasserinsekten sowie Würmer, Schnecken, Kaulquappen oder kleine Fische. Zwischen Frühjahr und Herbst legen die Weibchen nach der Begattung Gruppen von 85 bis zu 200 Eiern in unter der Wasseroberfläche angelegte Nester oder befestigen sie daneben an Pflanzen und Steinen. Die Eier haben eine weiße Farbe und einen Durchmesser von 15 bis 20 Millimetern. Das Weibchen hält sich ca. 200 Tage in der Nähe des Nests auf, um die Brut zu bewachen und vor kannibalistischen Männchen oder anderen Fressfeinden zu schützen. Die Entwicklungszeit der Jungtiere erstreckt sich über mehrere Jahre und hängt von Umweltbedingungen, Sedimentverunreinigungen, der Gewässertemperatur und Fließgeschwindigkeit sowie dem Nahrungsangebot ab. Bis die Jungtiere das Wasser verlassen vergehen im Durchschnitt drei bis vier Jahre. Die Tiere werden nach fünf oder sechs Jahren geschlechtsreif. Zuweilen tritt auch Neotenie auf. Zu den Fressfeinden zählen Strumpfbandnattern (Thamnophis), Otter- (Lutrinae) und Wieselarten, Wasserspitzmäuse (Neomys) sowie die Dolly-Varden-Forelle (Salvelinus malma).

## Gefährdung
In den USA ist die Art nicht akut gefährdet und wird demzufolge von der Weltnaturschutzorganisation IUCN als  (least concern = nicht gefährdet) eingestuft. In British Columbia gilt sie hingegen als gefährdet und das Sammeln oder Töten von Dicamptodon tenebrosus ist im Rahmen des Tierschutzgesetzes Wildlife Act of British Columbia verboten.